# 4320
4320（四千三百二十、よんせんさんびゃくにじゅう）は自然数、また整数において、4319の次で4321の前の数である。

## 性質
- 4320は合成数であり、約数は1, 2, 3, 4, 5, 6, 8, 9, 10, 12, 15, 16, 18, 20, 24, 27, 30, 32, 36, 40, 45, 48, 54, 60, 72, 80, 90, 96, 108, 120, 135, 144, 160, 180, 216, 240, 270, 288, 360, 432, 480, 540, 720, 864, 1080, 1440, 2160, 4320である。
  - 約数の和は15120（同じく2160の倍数）。
- 7を除く1桁全てと27と32の最小公倍数。
- 1桁数8個を約数に持つ24番目の数である。1つ手前は4200、次は4536。
- 4320 = 6 × 6! = 7! − 6!
  - n = 6 のときの n × n! の値とみたとき1つ前は600、次は35280。(オンライン整数列大辞典の数列 A001563)
- 801番目のハーシャッド数である。1つ前は4311、次は4330。
- 4320 = 25 × 33 × 5
  - 3つの異なる素因数の積で p 5 × q 3 × r の形で表せる最小の数である。次は6048。
- 4320 = 43 + 53 + 63 + 73 + 83 + 93 + 103 + 113
  - 8連続整数の立方和で表せる数である。1つ前は3016、次は5984。
- 約数の和が4320になる数は35個ある。(1320, 1704, 1770, 1880, 1914, 1938, 2024, 2030, 2090, 2154, 2295, 2390, 2506, 2685, 2686, 2698, 2714, 2726, 2878, 2889, 2937, 3009, 3021, 3115, 3245, 3335, 3451, 3553, 3595, 3949, 4063, 4117, 4183, 4187, 4189) 約数の和35個で表せる最小の数である。次は8064。
  - 約数の和が4320より小さい数で35個以上ある数はない。1つ前は2880 (29個) 、次は5760 (37個) 。
  - 約数の和の個数 n 個で表せる最小の数とみたとき、1つ前の34個は6048、次の36個は13440。(オンライン整数列大辞典の数列 A007368)

## その他 4320 に関連すること
- ウラル-4320
- 4320pとはディスプレイ、動画の解像度などで用いられる用語。